# Euchromia aruica
Euchromia aruica là một loài bướm đêm thuộc phân họ Arctiinae, họ Erebidae.